# ヘンリー・ジョージ・リデル

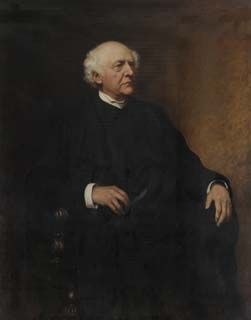
ヘンリー・ジョージ・リデル（1891年）

ヘンリー・ジョージ・リデル（Henry George Liddell、1811年2月6日 - 1898年1月18日）はイギリスの古典文献学者・辞書学者・教育家。『LSJ』『リデル・スコット』などの通称で知られる古典ギリシア語辞典の編纂者として現在もその名が知られる。
ルイス・キャロルの『不思議の国のアリス』のアリスのモデルになったアリス・リデルは娘。

## 生涯と業績
リデルはダラムのビンチェスターに生まれた。チャーターハウス・スクールを経て、1830年にオックスフォード大学クライストチャーチに入学し、1835年に修士の学位を得た。
翌年からクライストチャーチの指導教師(tutor)になった。この時期にリデルはロバート・スコット(英語版、1811-1887)と共同でギリシア語辞典(Greek-English Lexicon)を編纂した。フランツ・パッソウ(1786-1833)によるギリシア語・ドイツ語辞典をもとにして1834年に作業を開始し、9年以上をかけて編纂された。初版は1843年に出版されたが、その後も改訂を続け、この辞典の編纂がリデルのライフワークになった。リデルが没するまでに8版を重ね、版ごとにその内容は大幅に拡張された。この辞典は後にヘンリー・ステュアート・ジョーンズ(英語版、1867-1939)らによって改訂され、1940年に第9版として出版されている。
1838年からクライストチャーチのギリシア語講師(reader)をつとめた。1846年ロリーナ・リーヴズと結婚し、同年ウェストミンスター・スクールの校長に就任した。
1855年にクライストチャーチの学寮長(dean)の職についた。同年、名誉神学博士(D.D.)の学位を得た。1891年に退職するまで学寮長を36年間つとめた。
1884年にエディンバラ大学の名誉法学博士(LL.D.)、1893年オックスフォード大学の名誉民法博士(D.C.L.)の学位を贈られた。1898年にアスコットで没した。
著書には、上記の辞典のほかに『古代ローマ史』（A History of Rome、2巻、1855年）とその学生むけ縮約版がある。